# Cantone di La Baule-Escoublac
Il Cantone di La Baule-Escoublac è una divisione amministrativa dell'arrondissement di Saint-Nazaire.
A seguito della riforma approvata con decreto del 25 febbraio 2014, che ha avuto attuazione dopo le elezioni dipartimentali del 2015, è passato da 2 a 6 comuni.

## Composizione
I 2 comuni facenti parte prima della riforma del 2014 erano:
- La Baule-Escoublac
- Pornichet

Dal 2015 i comuni appartenenti al cantone sono i seguenti 6:
- Batz-sur-Mer
- La Baule-Escoublac
- Le Croisic
- Pornichet
- Le Pouliguen
- Saint-André-des-Eaux